# Farsta (stadsdeel)
Farsta is een stadsdeel (stadsdelsområde) van Stockholm een eindje ten zuiden van de binnenstad. In 2004 woonden er 45.463 mensen op een oppervlakte van 15,40 km², wat overeenkomt met een bevolkingsdichtheid van 2.952,14/km².

## Districten
Het stadsdeel is verdeeld in tien districten:
- Fagersjö
- Farsta
- Farsta strand
- Farstanäset
- Gubbängen
- Hökarängen
- Larsboda
- Sköndal
- Svedmyra
- Tallkrogen

## Verkeer en vervoer
Bij de plaats lopen de Riksväg 73 en Länsväg 271.
Door het stadsdeel loopt de spoorlijn Älvsjö - Nynäshamn met hier een station.
Stockholm-Oost:
Södermalm · 
Kungsholmen · 
Norrmalm · 
Östermalm

Stockholm-Zuid:
Enskede-Årsta-Vantör · 
Farsta · 
Hägersten-Liljeholmen · 
Skarpnäck · 
Skärholmen · 
Älvsjö

Stockholm-West:
Bromma · 
Hässelby-Vällingby · 
Rinkeby-Kista · 
Spånga-Tensta